# Storia del Wisconsin
La storia del Wisconsin comprende la storia non solo delle persone che hanno vissuto nel Wisconsin da quando è diventato uno stato degli Stati Uniti, ma anche delle tribù native americane che hanno vissuto nel Wisconsin, dei coloni francesi e britannici che sono stati i primi europei a trasferirsi nella regione dell'attuale Wisconsin, e dei coloni americani che vivevano nel Wisconsin quando era Territorio.
Dal 29 maggio 1848, il Wisconsin è stato ammesso all'Unione come trentesimo stato. Si rivelava fin dagli inizi uno stato etnicamente eterogeneo, con gli Yankee tra i primi ad arrivare da New York e dal New England. Questi ultimi hanno dominato l'industria pesante dello Stato, la finanza, la politica e l'istruzione. Seguirono numerosi immigrati europei, tra cui tedeschi, per lo più tra il 1850 e il 1900, scandinavi (il gruppo più numeroso fu quello norvegese) e piccoli gruppi di belgi, olandesi, svizzeri, finlandesi, irlandesi e altri; nel XX secolo, un gran numero di polacchi e afroamericani si stabilirono a Milwaukee. 
Politicamente lo stato è stato prevalentemente repubblicano fino agli ultimi anni, quando è diventato più equilibrato a livello di orientamento politico. Lo stato ha assunto un ruolo guida nazionale nel Movimento Progressista, sotto l'egida di Robert M. La Follette e la sua famiglia, che hanno combattuto amaramente la vecchia guardia a livello statale e nazionale.

## Storia precolombiana

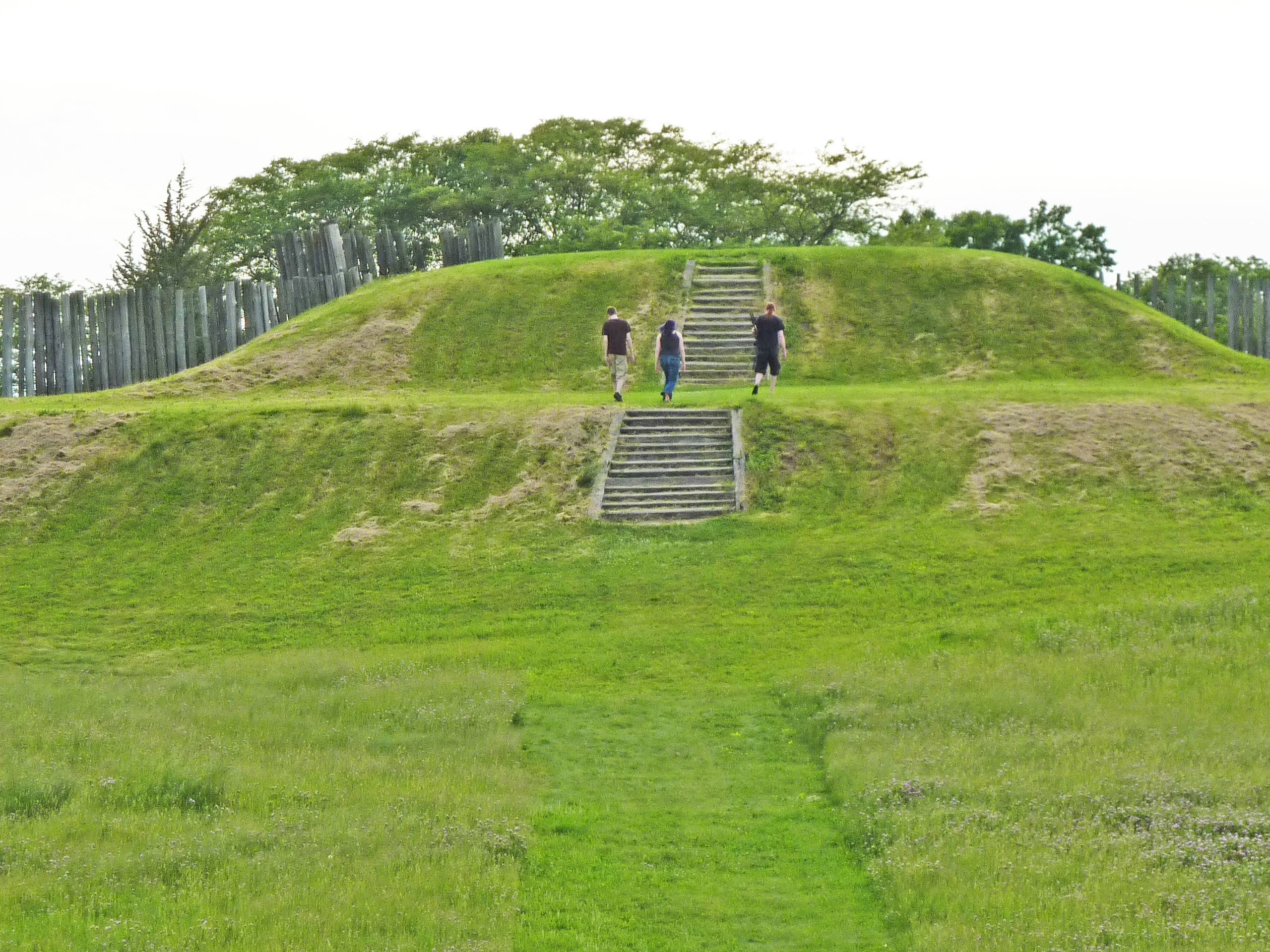
Il grande tumulo a piattaforma all'Aztalan State Park.

I primi abitanti conosciuti di quello che ora è il Wisconsin erano Paleo-Indiani che per la prima volta arrivarono nella regione intorno al 10.000 aC alla fine dell'era glaciale. I ghiacciai in ritirata lasciarono una tundra nel Wisconsin abitata da grandi animali, come mammut, mastodonti, bisonti e buoi muschiati. Il mastodonte di Boaz e gli artefatti Clovis scoperti a Boaz mostrano che i Paleo-Indiani cacciarono questi grandi animali. 
Con lo scioglimento dei ghiacciai furono poi capaci di cominciare varie coltivazioni mentre le foreste di conifere crescevano. Con il declino e l'estinzione di molti grandi mammiferi nelle Americhe, la dieta paleoindiana si spostò poi verso i mammiferi più piccoli come cervi e bisonti.
Durante il periodo arcaico, dal 6000 al 1000 a. C., le foreste miste di conifere e legno duro, così come le foreste miste di praterie, sostituirono le foreste di conifere del Wisconsin. La popolazione continuò a dipendere dalla caccia e dalla raccolta. Intorno al 4000 aC questa cultura sviluppò vari strumenti tra cui asce, proiettili, coltelli, perforatori, ami e arpioni. Ornamenti in rame come collane di perline apparvero intorno al 1500 aC. Queste persone raccoglievano il minerale di rame nelle cave della penisola del Keweenaw nel Michigan e sull'Isola Royale nel Lago Superiore. I primi manufatti artigianali in rame furono riscaldati tramite il martellamento per aumentarne la malleabilità. Tuttavia, non è certo se queste persone abbiano raggiunto nozioni relative alla fusione del rame. Indipendentemente da ciò, la cultura del rame della regione dei Grandi Laghi raggiunse un livello di sofisticazione senza precedenti in Nord America. Il tardo periodo arcaico vide anche l'emergere di cimiteri e sepolture rituali, come quella di Oconto.
Il periodo Woodland iniziò nel 1000 aC quando le piantagioni divennero una parte sempre più importante della dieta della gente. L'agricoltura su piccola scala e l'arte del vasellame arrivarono nel Wisconsin meridionale proprio in questo periodo. Le colture principali erano mais, fagioli e zucca. L'agricoltura, tuttavia, non poteva sostenere a sufficienza queste persone che dovevano anche cacciare e raccogliere. L'agricoltura in questo periodo era più simile al giardinaggio che ad una vera e propria coltivazione. I villaggi sorsero lungo fiumi, torrenti e laghi e furono costruiti i primi tumuli funerari. La Cultura Hopewell è arrivata in Wisconsin nel periodo del Medio Woodland, stabilendosi lungo il fiume Mississippi. La gente di Hopewell ha collegato il Wisconsin alle loro pratiche commerciali che si estendevano dall'Ohio a Yellowstone e dal Wisconsin al Golfo del Messico. Costruirono elaborarono complessi cumuli di terra, si dedicarono all'arte del vasellame finemente decorato e portarono nella zona una vasta gamma di minerali da commercializzare. La gente di Hopewell può aver influenzato gli altri abitanti del Wisconsin. Il periodo del Tardo Woodland iniziò intorno al 400 d. C., in seguito alla scomparsa della cultura di Hopewell dalla zona. Il popolo del Wisconsin per la prima volta usò l'arco e la freccia negli ultimi secoli del periodo Woodland, e l'agricoltura continuò ad essere praticata nella parte meridionale dello stato. La cultura funeraria dei tumuli dominò il Wisconsin meridionale durante questo periodo, in particolare sotto forma di cumuli di terracotta a forma di animali. A differenza dei tumuli precedenti, molti di questi non venivano utilizzati per le sepolture. Esempi di tumuli funerari e effigi esistono ancora presso l'High Cliff State Park e il Lizard Mound County Park.
La gente della cultura del Mississippi si espanse nel Wisconsin intorno al 1050 dC e stabilì un insediamento ad Aztalan lungo il fiume Crawfish. Altre culture cominciarono a prendere in prestito e adattare la struttura culturale mississippiana. Questo sito, pianificato in modo elaborato, potrebbe essere stato forse l'avamposto più settentrionale di Cahokia, anche se ora è noto che anche alcuni popoli di Siouan lungo il fiume Mississippi possono aver preso parte alla cultura. 
In ogni caso il sito del Mississippi fu oggetto di scambi commerciali e fu chiaramente influenzato nella sua pianificazione civica e difensiva, così come culturalmente, dal suo vicino meridionale molto più grande. Una palizzata rettangolare in legno e argilla circondava il sito di venti ettari, che conteneva due grandi cumuli di terracotta e una piazza centrale. Un monticello può essere stato utilizzato per la conservazione degli alimenti, come residenza per funzionari di alto rango o come tempio, mentre un altro può essere stato usato come obitorio. La cultura del Mississippi coltivò intensamente il mais e i loro campi si estendevano probabilmente ben oltre la palude di Aztalan, anche se l'agricoltura moderna ha cancellato qualsiasi traccia delle pratiche dei mississipiani nella zona. Si ipotizza anche che la gente di Aztalan possa aver sperimentato l'architettura in pietra.
Sia le popolazioni della cultura Woodland che le popolazioni del Mississippi abitarono Aztalan, che era collegato alla vasta rete commerciale del Mississippi. Nel sito sono state trovate conchiglie dal Golfo del Messico, rame dal Lago Superiore e il chert (roccia sedimentaria) di Mill Creek. Aztalan è stato abbandonato intorno al 1200 dC. Il popolo Oneota costruì in seguito villaggi agricoli, simili a quelli del Mississippi ma con estese reti commerciali.
Quando i primi europei arrivarono in Wisconsin, gli Oneota erano già scomparsi. Gli abitanti storicamente documentati, a partire dalle prime incursioni europee, erano i Siouan che parlavano Dakota Oyate a nord-ovest, i Chiwere che parlavano Ho-Chunk (Winnebago) e i Menominee Algonquian a nord-est, con le loro terre che cominciano circa a nord di Green Bay. Le terre di Chiwere iniziavano a sud di Green Bay tra i fiumi verso sud-ovest. Nel corso del tempo, altre tribù vennero a popolare questa terra. L'ultimo gruppo è stato inviato a ovest da New York come conseguenza dell'Indian Removal Act del 1830, che colpì anche le popolazioni autoctone che ancora vivevano a New York, Ohio, Michigan & Indiana all'epoca. Detto questo, gli Stati Uniti avevano già esercitato pressioni su molte tribù affinché migrassero da queste regioni per diversi decenni e avevano sequestrato terre di varie tribù che si erano schierate contro nelle guerre Shawnee e nella guerra del 1812.

## Esplorazione e colonizzazione

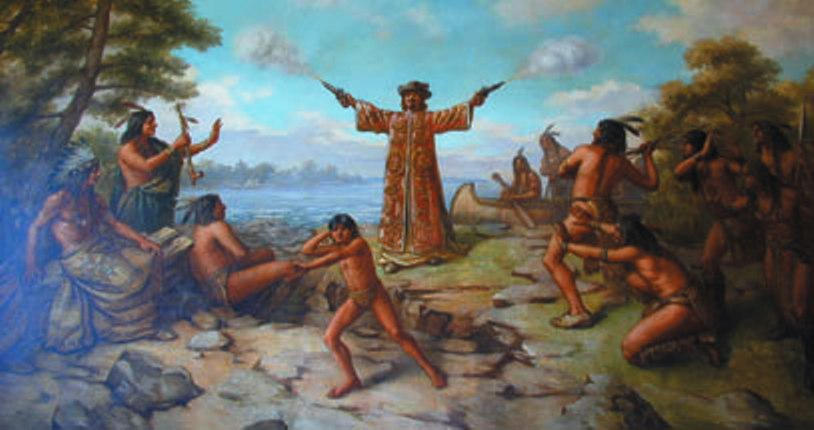
Arrivo di Jean Nicolet nel 1634 in Wisconsin

### Periodo francese
Il primo europeo noto per essere approdato in Wisconsin è stato Jean Nicolet. Nel 1634, Samuel de Champlain, governatore della Nuova Francia, inviò Nicolet a contattare il popolo Ho-Chunk affinché facessero la pace con gli Huron e affinché si potesse espandere il commercio di pellicce, e possibilmente potesse trovare una via d'acqua verso l'Asia. Accompagnato da sette guide Huron, Nicolet partì dalla Nuova Francia e attraversò il lago Huron e il Lago Superiore, per poi diventare il primo europeo conosciuto ad essere entrato nel lago Michigan. Nicolet arrivò poi a Green Bay, che chiamò La Baie des Puants (letteralmente "La baia puzzolente"), e probabilmente si avvicinò anche a Red Banks. Prese poi contatti con gli Ho-Chunk e i Menomenee che vivono nella zona e stabilì relazioni pacifiche. Nicolet rimase con gli Ho-Chunk per tutto l'inverno prima di tornare in Quebec.
Le guerre dei castori combattute tra gli Irochesi e i francesi impedirono agli esploratori francesi di tornare nel Wisconsin fino al 1652-1654, quando Pierre Radisson e Médard des Groseilliers arrivarono a La Baie des Puants per commerciare pellicce. Ritornarono al Wisconsin nel 1659-1660, questa volta alla baia di Chequamegon, sul Lago Superiore. Durante il loro secondo viaggio scoprirono che gli Ojibwe si era espansi nel Wisconsin settentrionale, mentre continuavano a prosperare nel commercio di pellicce. Sono stati anche i primi europei a contattare i Santee Dakota. Costruirono un ufficio commerciale e si stabilirono temporaneamente nei pressi di Ashland, prima di tornare a Montreal.
Nel 1665 Claude-Jean Allouez, un missionario gesuita, costruì una missione sul Lago Superiore. Cinque anni dopo abbandonò la missione e si recò a La Baie des Puants. Due anni dopo costruì la missione di San Francesco Saverio (St. Francis Xavier Mission) nei pressi dell'attuale De Pere. Nei suoi viaggi attraverso il Wisconsin, incontrò gruppi di nativi americani che erano stati sfollati dagli Irochesi nelle guerre dei castori. Evangelizzò i Potawatomi, che si erano insediati nella penisola di Door dopo essere fuggiti dagli attacchi irochesi nel Michigan. Incontrò anche i Sauk di lingua algonchina, che erano stati costretti a rifugiarsi nel Michigan dagli Irochesi, per poi rifugiarsi nel Wisconsin centrale in fuga dagli Ojibwe e dagli Huron.
La successiva grande spedizione in Wisconsin fu quella di padre Jacques Marquette e Louis Jolliet nel 1673. Dopo aver sentito voci da indiani che raccontano dell'esistenza del fiume Mississippi, Marquette e Joliet iniziarono da St. Ignace, in quello che ora è il Michigan, ed entrarono nel fiume Fox River a Green Bay. Raggiunsero poi il punto più occidentale del fiume, e trasportarono le loro barche fino al vicino fiume Wisconsin, dove ripresero a navigare verso valle fino al fiume Mississippi. Marquette e Joliet raggiunsero il Mississippi vicino a quella che ora è Prairie du Chien nel giugno 1673.

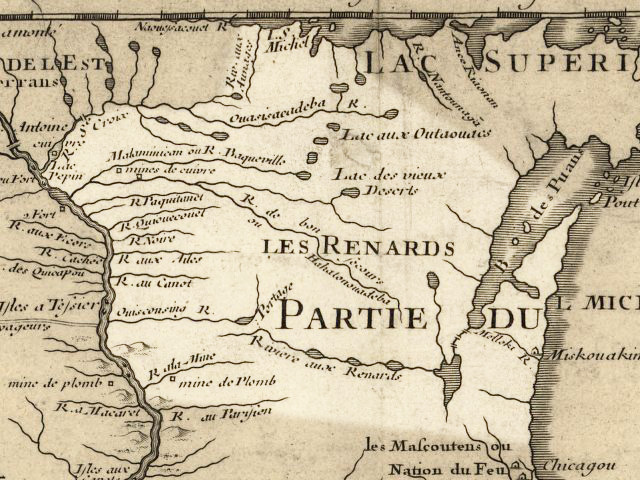
Wisconsin nel 1718, mappa di Guillaume de L'Isle.

Nicolas Perrot, comandante francese dell'ovest, fondò il Forte St. Nicholas a Prairie du Chien, Wisconsin, nel maggio 1685, vicino alla zona sud-ovest della Fox-Wisconsin Waterway. Nel 1686, Perrot costruì anche un forte sulle rive del lago Pepin chiamato Forte St. Antoine e poco dopo un secondo forte, chiamato Forte Perrot, su un'isola sul lago Peppin. Nel 1727, fu costruito il Forte Beauharnois su quello che ora è il versante del Minnesota del lago di Pepin per sostituire i due forti precedenti. Sulle rive del Lago Superiore di La Pointe, nell'attuale Wisconsin, nel 1693, furono costruiti anche un forte e una missione gesuita, operanti fino al 1698. Nel 1718 fu costruito un secondo forte sullo stesso sito e rimase in funzione fino al 1759. Non si trattava di postazioni militari, ma essenzialmente di piccoli magazzini per pellicce.
Nessuno dei forti francesi aveva colonizzatori permanenti; mercanti di pellicce e missionari li visitavano di tanto in tanto per svolgere attività commerciali.
La prima registrazione di una persona nera in Wisconsin risale al 1725, quando uno schiavo nero fu ucciso insieme a quattro francesi in un raid dei nativi su Green Bay. Altri commercianti di pellicce francesi e personale militare portarono poi diversi schiavi con loro in Wisconsin nel corso del 1700.

### La seconda guerra dei Fox
Negli anni Venti del 1700, la tribù anti-francese dei Fox, guidata dal capo della guerra Kiala, fece irruzione negli insediamenti francesi sul fiume Mississippi e sconvolse il commercio francese sul lago Michigan. Dal 1728 al 1733, i Fox combatterono contro le tribù di Potawatomi, Ojibwa, Huron e Ottawa sostenute dai francesi. Nel 1733, Kiala fu catturato e venduto in schiavitù nelle Antille insieme ad altri Fox catturati.
Prima della guerra, la tribù dei Fox contava 1500 persone, ma nel 1733 ne erano rimasti solo in 500 circa. Come risultato, i Fox si unirono alla tribù Sac.

### Il periodo britannico
Gli inglesi gradualmente subentrarono nel Wisconsin durante la guerra tra i francesi e gli indiani assumendo il controllo di Green Bay nel 1761 e conquistando il controllo di tutto il Wisconsin nel 1763. Come i francesi, gli inglesi erano interessati principalmente al commercio di pellicce. Un evento degno di nota nel settore del commercio di pellicce in Wisconsin si è verificato nel 1791, quando due liberi afroamericani istituirono una stazione commerciale di pellicce tra La tribù dei Menominee nel luogo oggi denominato Marinette. I primi coloni permanenti, per lo più canadesi francesi, alcuni del New England e alcuni afroamericani liberi, arrivarono in Wisconsin mentre era sotto il controllo britannico. Charles Michel de Langlade è generalmente riconosciuto come il primo colono. Egli stabilì una stazione commerciale a Green Bay nel 1745, e vi si trasferì stabilmente nel 1764. Nel 1766 il governatore del nuovo territorio Robert Rogers incaricò Jonathan Carver di esplorare e mappare i territori appena acquisiti per la Corona e di cercare un possibile passaggio nord-occidentale. Carver lasciò il Forte Michilimackinac quella primavera e trascorse i successivi tre anni esplorando e mappando il territorio che ora è il Wisconsin e parti del Minnesota.
L'insediamento iniziò a Prairie du Chien intorno al 1781. I residenti francesi alla stazione commerciale in quella che ora è Green Bay, definirono la città come "La Bey", tuttavia i commercianti di pellicce britannici la definirono come "Green Bay", perché l'acqua e la riva assumevano tinte verdi all'inizio della primavera. Il vecchio nome francese è stato gradualmente abbandonato e il nome britannico di "Green Bay" alla fine si diffuse definitivamente. La regione soggetta al regime britannico non ebbe praticamente alcun effetto negativo sui residenti francesi, in quanto i britannici avevano bisogno della collaborazione dei commercianti francesi di pellicce e i commercianti francesi di pellicce avevano bisogno della buona volontà dei britannici. Durante l'occupazione francese le licenze regionali per il commercio di pellicce venivano rilasciate a malapena e solo per selezionati gruppi di commercianti, mentre i britannici, nel tentativo di fare più soldi possibile dall'occupazione della regione, rilasciavano licenze per il commercio di pellicce liberamente, sia per i residenti britannici che per i francesi. Il commercio di pellicce in quello che ora è il Wisconsin raggiunse il suo apice sotto il dominio britannico. In questo periodo sono state create anche le prime aziende agricole autosufficienti dello Stato. Dal 1763 al 1780, Green Bay cominciò a divenire una comunità prospera che si autosostentava e che era dedita, a livello architettonico, alla costruzione di graziosi cottage.

## Il periodo territoriale
Gli Stati Uniti acquisirono il Wisconsin nel trattato di Parigi (1783). Il Massachusetts rivendicava il territorio ad est del fiume Mississippi tra l'attuale confine Wisconsin-Illinois e l'attuale La Crosse, Wisconsin. La Virginia rivendicava il territorio a nord di La Crosse, Lago Superiore, e tutto l'attuale Minnesota a est del fiume Mississippi. Poco dopo, nel 1787, gli americani fecero sì che il Wisconsin divenisse parte del nuovo Territorio nordoccidentale. Più tardi, nel 1800, il Wisconsin entrò a far parte del territorio dell'Indiana. Nonostante il Wisconsin appartenesse agli Stati Uniti in questo periodo, gli inglesi continuarono a controllare il commercio locale di pellicce e a mantenere alleanze militari con gli indiani del Wisconsin.

### La guerra del 1812 e le guerre indiane
Gli Stati Uniti non esercitarono un controllo deciso sul Wisconsin fino alla guerra del 1812. Nel 1814, gli americani costruirono il Fort Shelby a Prairie du Chien. Durante la guerra, gli americani e i britannici ccombatterono una battaglia in Wisconsin, l'assedio di Prairie du Chien del luglio 1814 che si concluse con una vittoria britannica. Gli inglesi catturarono Fort Shelby e lo ribattezzarono Fort McKay per omaggiare il maggiore William McKay, il comandante britannico che guidò le forze che vinsero la battaglia di Prairie du Chien. Tuttavia, il Trattato di Gand del 1815 riaffermò la giurisdizione americana sul Wisconsin, che era ormai parte del territorio dell'Illinois. In seguito al trattato, le truppe britanniche bruciarono Fort McKay, anziché restituirlo agli americani, e lasciarono il Wisconsin. Per proteggere Prairie du Chien dagli attacchi futuri, l'esercito degli Stati Uniti costruì Fort Crawford nel 1816, nello stesso sito di Fort Shelby. Anche Fort Howard fu costruito nel 1816 a Green Bay.

#### La guerra dei Winnebago
La guerra dei Winnebago iniziò quando, nel 1826, due Winnebago furono arrestati a Fort Crawford con l'accusa di omicidio e poi trasferiti a Fort Snelling nell'attuale Minnesota. I Winnebago credettero poi che gli uomini erano stati giustiziati. Il 27 giugno 1827, una truppa di Winnebago, guidata da Capo Uccello Rosso e dal profeta Nuvola Bianca (Wabokieshiek) attaccò una famiglia di coloni fuori Prairie du Chien, uccidendo due uomini. I nativi poi attaccarono due barche a chiglia sul fiume Mississippi che si dirigevano verso Fort Snelling, uccidendo due uomini e ferendone altri quattro. Sette guerrieri Winnebago rimasero uccisi in questi attacchi. Il gruppo di indiani attaccò anche i coloni sul basso Wisconsin River e intorno alle miniere di piombo a Galena, Illinois. Il gruppo si arrese solo a Portage, Wisconsin.

#### La guerra di Falco Nero
Nella guerra di Falco Nero, i Sac, i Fox e i nativi americani di Kickapoo, guidati dal capo indiano Falco Nero, che erano stati trasferiti dall'Illinois all'Iowa, il 5 aprile 1832 tentarono di reinsediarsi nella loro patria dell'Illinois. Il 10 maggio Falco Nero decise di tornare nello Iowa. Il 14 maggio, le forze di Falco Nero si imbatterono in un gruppo di miliziani guidati da Isaiah Stillman. Tre membri al seguito di Falco Nero furono uccisi. Ne seguì la Battaglia di Stillman's Run, che lasciò morti dodici miliziani e da tre a cinque guerrieri Sac e Fox. Delle quindici battaglie della guerra, sei ebbero luogo nel Wisconsin. Le altre nove e diverse piccole schermaglie ebbero luogo nell'Illinois. Il primo scontro avvenuto nel Wisconsin fu il primo attacco a Fort Blue Mounds il 6 giugno, in cui un membro delle milizie locali fu ucciso. Ci fu anche il massacro di Spafford Farm  il 14 giugno, la battaglia di Horseshoe Bend il 16 giugno, che fu una vittoria degli Stati Uniti, il secondo attacco a Fort Blue Mounds il 20 giugno, e l'incursione di Sinsinawa Mound il 29 giugno. I nativi americani furono sconfitti nella battaglia di Wisconsin Heights il 21 luglio, con un numero di morti stimato tra 40 e 70 e solo uno ucciso per quanto riguarda lo schieramento statunitense. La guerra di Falco Nero si concluse con il massacro di Bad Axe l'1-2 agosto, con oltre 150 nativi americani morti e 75 catturati e solo cinque uccisi per le forze degli Stati Uniti. Molti dei capi dei nativi americani furono consegnati agli Stati Uniti il 20 agosto, con l'eccezione di Falco Nero e Nuvola Bianca, che si arresero il 27 agosto 1832. Falco Nero si trasferì nello Iowa nel 1833, dopo essere stato tenuto prigioniero dal governo degli Stati Uniti.

### Il Territorio

Il sigillo di stato del Wisconsin contiene una pala e un piccone, che riflettono l'importanza dell' estrazione mineraria del piombo nella storia del Wisconsin.

La risoluzione di questi conflitti indiani ha aperto la strada all'istituzione del territorio del Wisconsin. Molti dei primi coloni della regione furono attratti dalla prospettiva dell'estrazione del piombo nel Wisconsin sudoccidentale. Quest'area era stata tradizionalmente sfruttata dai nativi americani. Tuttavia, dopo una serie di trattati, la regione mineraria del piombo fu aperta ai minatori bianchi. Migliaia di persone si precipitarono da tutto il paese per scavare l'"oro grigio". I minatori esperti provenienti dalla Cornovaglia, Inghilterra, costituirono una parte importante dell'ondata di immigrati. Città boom come Mineral Point, Platteville, Shullsburg, Belmont e New Diggings sorsero intorno alle miniere. I primi due uffici federali del Wisconsin furono aperti nel 1834 a Green Bay e a Mineral Point. Nel 1840, nel sud-ovest del Wisconsin, le miniere producevano più della metà del piombo della nazione. Il Wisconsin quindi soprannominato il "Badger State" (lo stato dei tassi) a causa dei cercatori di piombo che vi si stabilirono per la prima volta nel 1820 e 1830. Senza rifugi in inverno, dovettero "vivere come tassi" nei tunnel scavati nelle colline.
Sebbene l'area mineraria del piombo abbia attirato la prima grande ondata di coloni, la sua popolazione sarebbe stata presto eclissata dalla crescita di Milwaukee. Milwaukee, insieme a Sheboygan, Manitowoc e Kewaunee, può essere ricondotta a una serie di uffici commerciali creati dal commerciante francese Jacques Vieau nel 1795. La stazione di Vieau alla foce del fiume Milwaukee fu acquistata nel 1820 da Solomon Juneau, che già nel 1818 aveva visitato la zona. Juneau si trasferì in quello che oggi è Milwaukee e rilevò l'attività nel 1825.
Quando il commercio di pellicce cominciò a diminuire, Juneau si concentrò sullo sviluppo della terra intorno al suo ufficio commerciale. Nel 1830, formò una partnership con l'avvocato di Green Bay Morgan Martin, e i due uomini acquisirono 160 ettari di terreno tra il lago Michigan e il fiume Milwaukee. Lì fondarono l'insediamento di Juneautown. Nel frattempo, un uomo d'affari dell'Ohio di nome Byron Kilbourn inizio a investire acquistando territori ad ovest del fiume Milwaukee, e formando l'insediamento di Kilbourntown. A sud di questi due insediamenti, George H. Walker fondò la città di Walker's Point nel 1835. Questi tre insediamenti si impegnarono in una feroce competizione per attirare la maggior parte dei residenti e diventare la Città più grande. Nel 1840, il governo statale ordinò la costruzione di un ponte sul fiume Milwaukee per sostituire l'inadeguato sistema di traghetti. Nel 1845, Byron Kilbourn, che aveva cercato di isolare Juneautown per renderlo più dipendente da Kilbourntown, distrusse una parte del ponte:  iniziò la guerra del ponte di Milwaukee. Per diverse settimane, tra i residenti di entrambe le città scoppiarono infatti diverse schermaglie. Nessuno fu ucciso, ma diverse persone rimasero ferite, alcune seriamente. Il 31 gennaio 1846 gli insediamenti di Juneautown, Kilbourntown e Walker's Point si fondarono ee venne istituita la città incorporata di Milwaukee. Solomon Juneau fu eletto sindaco. La nuova città aveva una popolazione di circa 10.000 abitanti che la rendeva la città più grande del territorio. Milwaukee è rimasta poi la città più grande del Wisconsin fino ad oggi.

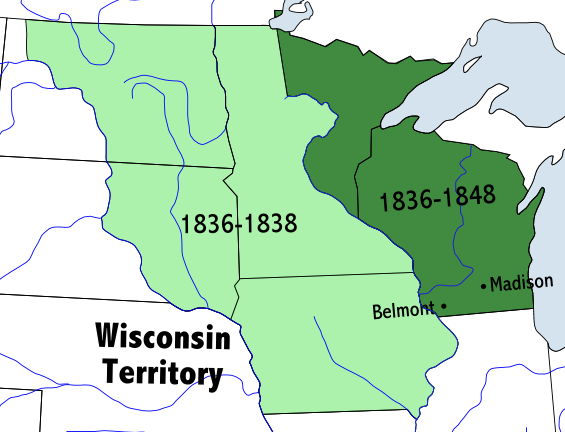
Mappa del Territorio del Wisconsin 1836–1848

Il Territorio del Wisconsin fu creato tramite un atto del Congresso degli Stati Uniti il 20 aprile 1836. Nell'autunno di quell' anno, Le praterie delle contee che circondavano Milwaukee furono occupati da contadini del New England. Il nuovo territorio inizialmente comprendeva tutti gli attuali stati del Wisconsin, del Minnesota e dell'Iowa, così come parti del Dakota settentrionale e meridionale. All'epoca il Congresso lo chiamò il "Territorio del Wiskonsin".
Il primo governatore territoriale del Wisconsin fu Henry Dodge. Lui e gli altri legislatori territoriali furono inizialmente occupati dall'organizzazione del governo del territorio e dalla scelta di una capitale. La scelta di un luogo per costruire una capitale ssuscitò un acceso dibattito tra i politici territoriali. In un primo momento, il governatore Dodge scelse Belmont, situata nel popoloso distretto minerario del piombo. Quando poco dopo la nuova legislatura vi si riunì, tuttavia, divenne evidente che la città era inadeguata. Il legislatore accettò, tra i vari suggerimenti, una proposta di James Duane Doty per costruire una nuova città chiamata Madison su un istmo tra i laghi di Mendota e Monona e lì istituì la capitale permanente del territorio. Nel 1837, mentre Madison era in costruzione, la capitale fu temporaneamente trasferita a Burlington. Questa città fu poi trasferita al territorio dell'Iowa nel 1838, insieme a tutte le terre del Territorio del Wisconsin ad ovest del fiume Mississippi.

## Lo Stato
A metà degli anni 1840, la popolazione del Wisconsin aveva superato le 150.000 unità, più del doppio del numero di persone necessarie per far diventare il Wisconsin uno Stato. Nel 1846, il legislatore territoriale votò a favore della sovranità statale. In quell'autunno 124 delegati discussero della costituzione dello Stato. Il documento prodotto da questa convenzione fu considerato estremamente progressista. Vietò le banche commerciali, cconcesse alle donne sposate il diritto di proprietà e lasciò la questione del suffragio afroamericano a un voto popolare. La maggior parte dei wisconsiniti considerava tuttavia la prima costituzione troppo radicale e la respinse in un referendum dell'aprile 1847.
Nel dicembre 1847, fu convocata una seconda convenzione costituzionale. Questa convenzione portò ad una nuova costituzione statale più moderata, approvata dai wisconsiniti in un referendum del marzo 1848, che permise al Wisconsin di diventare il 30º stato il 29 maggio 1848. Il Wisconsin era l'ultimo stato interamente ad est del fiume Mississippi (e per estensione l'ultimo stato formato interamente dal territorio assegnato agli Stati Uniti nel trattato di Parigi del 1783) ad essere ammesso nell'Unione.
Una volta diventato Stato, fu istituita anche l'Università del Wisconsin-Madison, che è la più antiche università pubbliche dello Stato.

### Economia
Nel 1847, il Mineral Point Tribune riferì che i forni della città producevano 43.800 libbre (19.900 kg) di piombo ogni giorno. L'estrazione del piombo nel Wisconsin sudoccidentale iniziò a diminuire dopo il 1848 e il 1849, quando il piombo stesso divenne meno facilmente accessibile e la corsa all'oro della California fece allontanare diversi minatori dalla zona. L'industria mineraria riuscì a sopravvivere ma non ritornò mai più ad essere così prospera come prima del declino.
Nel 1850 la popolazione del Wisconsin era di 305.000 abitanti. Circa un terzo (103.000) erano gli Yankees del New England e dello stato occidentale di New York. Il secondo gruppo più grande era quello dei tedeschi, con circa 38.000 persone, seguiti da 28.000 immigrati britannici provenienti da Inghilterra, Scozia e Galles. C'erano circa 63.000 abitanti nati nel Wisconsin. I migranti Yankee sarebbero stati per molti anni la classe politica dominante nel Wisconsin.
Una frenesia ferroviaria caratterizzò il Wisconsin poco dopo che raggiunse lo status di Stato. La prima linea ferroviaria dello stato fu aperta tra Milwaukee e Waukesha nel 1851 da Chicago, Milwaukee, St. Paul e Pacific Railroad. La ferrovia si spinse e raggiunse Milton nel 1852, Stoughton nel 1853 e la capitale Madison nel 1854. L'azienda raggiunse l'obiettivo di completare una linea ferroviaria attraverso lo stato dal lago Michigan al fiume Mississippi quando la linea di Prairie du Chien fu completata nel 1857. Poco dopo, altre imprese ferroviarie completarono i propri binari, raggiungendo La Crosse a ovest e Superior a nord, stimolando lo sviluppo di quelle città. Entro la fine degli anni 1850, le ferrovie attraversarono praticamente tutto lo stato, consentendo la crescita di altre industrie che ora potevano spedire facilmente i prodotti sui mercati di tutto il paese.

### Politica
Nelson Dewey, il primo governatore del Wisconsin, era democratico ed era nato a Lebanon, Connecticut. La famiglia del padre viveva in New England dal 1633, quando il loro antenato, Thomas Due, era venuto in America dalla contea di Kent, Inghilterra. Dewey segui la transizione dal governo territoriale al nuovo governo statale e incoraggiò lo sviluppo delle infrastrutture dello Stato, in particolare la costruzione di nuove strade, ferrovie, canali e porti, nonché il miglioramento dei fiumi Fox e Wisconsin. Durante la sua amministrazione fu iistituito l'Ente statale per i lavori pubblici. Dewey era abolizionista e il primo di molti governatori del Wisconsin a porsi contro la diffusione della schiavitù. La casa di Dewey costruita nei pressi di Cassville è ora un parco statale.
Tra il 1848 e il 1862, il Wisconsin ebbe poi altri tre governatori democratici, tutti in carica prima del 1856, quattro governatori repubblicani, tutti in carica dopo il 1856, e un governatore liberale, Leonard J. Farwell, che servì dal 1852 al 1854. Sotto il governo di Farwell, il Wisconsin divenne il secondo Stato ad abolire la pena capitale.
Nelle elezioni presidenziali del 1848 e del 1852 vinse il partito democratico. Nelle elezioni del 1856, 1860 e 1864 vinse il Partito Repubblicano.
Tra il 1840 e il 1860, arrivarono diverse ondate di coloni provenienti da New England, New York e Germania. Alcuni di essi portarono nuove idee politiche radicali.  Il 20 marzo 1854, nella Little White Schoolhouse di Ripon, Wisconsin, si tenne il primo incontro della contea del Partito Repubblicano degli Stati Uniti, composto da una trentina di persone. Ripon sostiene di essere il luogo di nascita del Partito Repubblicano, così come Jackson, Michigan, dove si è tenuta la prima convention statale. Un esempio notevole di abolizionismo nel Wisconsin fu il salvataggio di Joshua Glover, uno schiavo fuggito da St. Louis, che cercò rifugio a Racine, Wisconsin nel 1852. Nel 1854 fu catturato dai commissari federali e messo in un carcere nella piazza della Cattedrale di Milwaukee, dove aspettò di essere restituito al suo proprietario. Una folla di 5.000 persone guidate dall'abolizionista di Milwaukee Sherman Booth, insorse e aiuto Glover a fuggire dal carcere per trasferirsi in Canada.
Negli anni 1850, due terzi degli immigrati nel Wisconsin provenivano dagli Stati Uniti orientali, mentre l'altro terzo era di origine straniera. La maggior parte degli immigrati tedeschi si era insediata nel Wisconsin a causa delle somiglianze tra il clima locale e quello tedesco. tra gli altri, in questi anni si trasferirono nel Wisconsin anche numerosi immigrati irlandesi e norvegesi. I nord-europei, molti dei quali erano stati perseguitati nei loro paesi d'origine a causa del loro sostegno alla fallita rivoluzione del 1848, sceglievano il Wisconsin a causa della costituzione liberale e dei diritti umani, come l'inconsueto riconoscimento da parte dello Stato del diritto di voto degli immigrati e dei diritti di cittadinanza.

## Guerra Civile ed età dorata

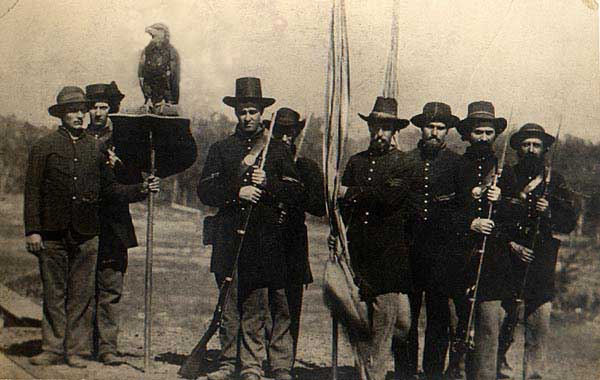
8th Infantry con Old Abe.

### Guerra Civile
Il Wisconsin ha iscritto 91.379 uomini nell'esercito dell'Unione durante la guerra civile americana. 272 di uomini del Wisconsin arruolati erano afroamericani, il resto erano bianchi. Di questi, 3.794 sono stati uccisi in azione o feriti mortalmente, 8.022 sono morti di malattia e 400 sono stati uccisi in incidenti. La mortalità totale è stata di 12.216 uomini, pari a circa il 13,4 per cento del totale degli arruolamenti. Molti soldati si addestrarono a Camp Randall, che attualmente ospita lo stadio atletico dell'Università del Wisconsin.
La maggior parte delle truppe del Wisconsin servì nel teatro occidentale, anche se diversi reggimenti del Wisconsin combatterono ad est, come il 2nd Wisconsin Volunteer Infantry Regiment, il 6th Wisconsin Volunteer Infantry Regiment, e il 7th Wisconsin Volunteer Infantry Regiment che faceva parte della Iron Brigade. Questi tre reggimenti hanno combattuto nella Campagna della Virginia del Nord, nella Campagna del Maryland, nella Battaglia di Fredericksburg, nella Battaglia di Chancellorsville, nella Campagna del Maryland, nella Campagna del Gettysburg, nella Battaglia di Mine Run, nella Campagna Overland, nell'assedio di Petersburg e nella campagna di Appomattox.
Degno di nota è anche l'ottavo reggimento che combatté nel teatro occidentale della guerra, nella battaglia di Iuka, nell'assedio di Vicksburg, nella Campagna del Red River e nella battaglia di Nashville. L'ottavo reggimento è noto anche per la sua mascotte, Old Abe,  un'aquila calva.

### Crescita economica

#### Agricoltura
L'agricoltura è stata una delle principali componenti dell'economia del Wisconsin durante il XIX secolo. Il grano era una coltura primaria nelle prime aziende agricole del Wisconsin. Infatti, verso la metà del XIX secolo, il Wisconsin produceva circa un sesto del grano coltivato negli Stati Uniti. Tuttavia, il grano ha rapidamente impoverito le sostanze nutritive presenti nel suolo, in particolare l'azoto, ed era vulnerabile agli insetti, alle intemperie e varie altre malattie del grano. Nel 1860, nel Wisconsin arrivarono i chinch bug (Blissus leucopterus) che danneggiarono le coltivazioni di grano in tutto lo stato. Quando il suolo perse il suo livello qualitativo, i prezzi scesero e la coltivazione del grano si spostò ad ovest in Iowa e Minnesota. Alcuni agricoltori del Wisconsin risposero però sperimentando la rotazione delle colture e altri metodi per ripristinare la fertilità del suolo, ma un numero maggiore cominciò a coltivare altre tipologie di piantagioni.
In alcune zone del Wisconsin settentrionale, gli agricoltori coltivavano mirtilli rossi e in alcune contee del Wisconsin meridionale e centrale, alcuni di essi ebbero un certo successo nella coltivazione del tabacco, ma il sostituto più popolare del grano divenne l'allevamento lattiero-caseario.Quando il grano cadde praticamente in declino, molti agricoltori del Wisconsin iniziarono ad allevare bestiame da latte e a praticare colture foraggere, che erano più adatte al clima e al suolo del Wisconsin. Una delle ragioni della popolarità dell'allevamento lattiero-caseario era dovuta al fatto che molti agricoltori del Wisconsin erano giunti in loco dallo stato di New York, una delle principali zone produttrici di prodotti lattiero-caseari dell'epoca. Inoltre, molti immigrati provenienti dall'Europa portarono una vasta conoscenza della produzione casearia. Il settore lattiero-caseario fu anche promosso dalla scuola di agricoltura dell'Università di Wisconsin-Madison, che Si prodigò di offrire formazione ai produttori di latte studiando metodi per produrre prodotti lattiero-caseari migliori. Il primo test del tenore di materia grassa butirrica nel latte è stato effettuato presso l'università, il che permise di ottenere una consistenza omogenea nella qualità del burro e del formaggio. Nel 1899, oltre il novanta per cento delle aziende del Wisconsin allevavano vacche da latte e nel 1915 il Wisconsin era diventato il principale produttore di prodotti lattiero-caseari negli Stati Uniti, una posizione che detenne fino agli anni 1990. Il termine "America's Dairlyland" apparve sui giornali già nel 1913, quando la produzione statale di grassi butirrici divenne la prima nella nazione. Nel 1939 il legislatore statale promulgò un disegno di legge per aggiungere lo slogan alle targhe automobilistiche dello Stato. Il Wisconsin divenne il più grande produttore nazionale di formaggio, non più incentrato sulla materia prima (latte), ma sui prodotti a valore aggiunto. Per questo motivo, il Wisconsin continuò a promuovere se stesso come "America's Dairyland" e i wisconsiniti sono indicati come "teste di formaggio" a mo' di scherno in alcune parti del paese e i cappelli a forma di formaggio sono associati con il Wisconsin e con la squadra di football Green Bay Packers.

#### Birrificazione
La prima fabbrica di birra del Wisconsin fu aperta nel 1835 in Mineral Point dal birraio John Phillips. Un anno dopo aprì una seconda fabbrica di birra a Elk Grove. Nel 1840, il primo birrificio di Milwaukee fu aperto da Richard G. Owens, William Pawlett e John Davis, tutti immigrati gallesi. Nel 1860, nel Wisconsin operavano quasi 200 birrerie, di cui oltre 40 a Milwaukee. L'enorme crescita dell'industria della birra può essere in parte accreditata all'afflusso di immigrati tedeschi nel Wisconsin negli anni' 40 è 50 del 1800. Anche le birrerie di Milwaukee crebbero in volume a causa della distruzione delle birrerie di Chicago durante il grande incendio di Chicago. Nella seconda metà del XIX secolo, quattro dei più grandi birrifici degli Stati Uniti operavano a Milwaukee: Miller Brewing Company, Pabst Brewing Company, Valentin Blatz Brewing Company e Joseph Schlitz Brewing Company. Nel XX secolo Pabst assorbì Blatz e Schlitz, trasferendo la sua fabbrica di birra e la sede centrale aziendale in California. Miller continua ad operare a Milwaukee. La società di birra Jacob Leinenkugel Brewing Company apri a Chippewa Falls nel 1867 e ha continuato ad operare lì fino ad oggi.

#### Industria del legname
L'agricoltura non era praticabile nelle zone densamente boscose del Wisconsin, nel nord e nel centro dello Stato. I coloni giunsero quindi in questa regione per il disboscamento. L'industria del legno nasce per la prima volta lungo il fiume Wisconsin. I fiumi venivano utilizzati per trasportare il legname dal punto di taglio del legno alle segherie. Le segherie di città come Wausau e Stevens Point tagliavano il legname in assi. 
I fiumi Black e Chippewa formarono una terza importante regione di disboscamento. Tale zona era dominata da una società di proprietà di Frederick Weyerhaeuser. La costruzione di ferrovie permise ai tagliatori di abbattere alberi tutto l'anno, dopo il congelamento dei fiumi, e di andare più in profondità nelle foreste. Prodotti in legno provenienti dalle foreste del Wisconsin come porte, mobili, travi, scatole di spedizione e navi sono stati realizzati in città industriali con collegamenti con l'industria del legname del Wisconsin come Chicago, Milwaukee, Sheboygan e Manitowoc.
Milwaukee e Manitowoc erano centri per la costruzione di navi commerciali nel Wisconsin. Molte navi da carico costruite in queste comunità sono state usate per trasportare legname dai porti di disboscamento alle principali città industriali. In seguito, l'industria cartaria in crescita nella valle del fiume Fox si avvalse della pasta di legno proveniente dall'industria del legname dello Stato.
Il disboscamento era un'attività pericolosa con alti tassi di incidenti. L'8 ottobre 1871, un incendio a Peshtigo bbruciò 1.875 miglia quadrate (4.850 km²) di terreni forestali intorno alla città uccidendo tra 1.200 e 2.500 persone. Si tratta dell'incendio più letale della storia degli Stati Uniti.
Dal 1870 al 1890, gran parte delle operazioni di disboscamento venivano effettuate da immigrati provenienti dalla Scandinavia.
All'inizio del ventesimo secolo, l'industria di legname del Wisconsin cominciò ad andare in declino. Molte zone erano state disboscate ma mal ripiantate. Le aziende forestali vendettero la loro terra agli immigrati e ai boscaioli senza lavoro che speravano di trasformare gli ettari di ceppi di pino in fattorie, ma pochi ebbero successo.

## XX secolo

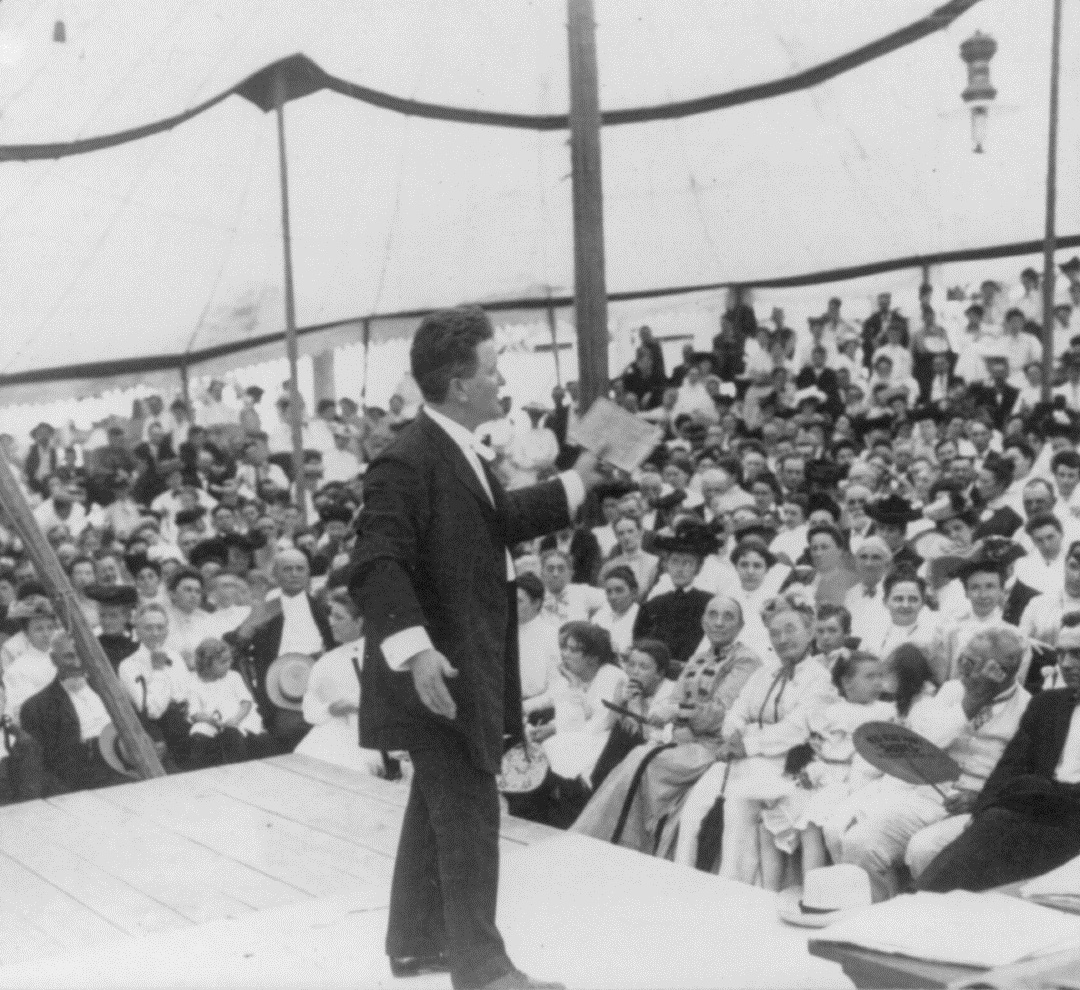
Il governatore del Wisconsin Robert M. La Follette in Decatur (Illinois), 1905.

L'inizio del XX secolo è stato degno di nota per l'emersione di una politica progressista sostenuta da Robert M. La Follette. Tra il 1901 e il 1914, i repubblicani progressisti del Wisconsin crearono il primo sistema elettorale primario a livello statale, la prima legge efficace sulla compensazione degli infortuni sul lavoro, e la prima imposta statale sul reddito, che rendeva la tassazione proporzionale ai guadagni effettivi. Lo stampo progressista della cosiddetta "Wisconsin Idea" promosse anche l'espansione a livello statale dell'Università del Wisconsin. In seguito, i professori di economia dell'UW John R. Commons e Harold Groves aiutarono il Wisconsin a creare il primo programma di indennità di disoccupazione negli Stati Uniti nel 1932.
All'indomani della seconda guerra mondiale, i cittadini del Wisconsin erano divisi su questioni quali la creazione delle Nazioni Unite, il sostegno alla ripresa europea e la crescita del potere dell'Unione Sovietica. Tuttavia, quando l'Europa si divise tra comunisti e capitalisti e la rivoluzione comunista in Cina riuscì nel 1949, l'opinione pubblica cominciò a muoversi verso il sostegno per la protezione della democrazia e del capitalismo contro l'espansione comunista.
Il Wisconsin fu terra di diversi estremi politici alla metà del XX secolo, dalle crociate anticomuniste del senatore Joseph McCarthy negli anni Cinquanta alle proteste radicali antibelliche, culminate nell'attentato che vide lo scoppio di una bomba nella Sterling Hall dell'Università di Wisconsin–Madison nell'agosto 1970.
Lo Stato divenne leader nella riforma del welfare sotto il governatore repubblicano Tommy Thompson durante gli anni 1990. Anche l'economia subì ulteriori trasformazioni verso la fine del XX secolo quando l'industria pesante e la produzione diminuirono a favore di un'economia di servizi basata sulla medicina, l'istruzione, l'agroalimentare e il turismo.

## XXI secolo
Nel 2011, il Wisconsin è diventato l'oggetto di alcune controversie quando il nuovo governatore eletto Scott Walker ha proposto, poi approvato e promulgato con successo il 2011 Wisconsin Act 10, che ha apportato grandi cambiamenti nei settori della contrattazione collettiva, delle indennità, della pensione, dell'assicurazione sanitaria e dei dipendenti del settore pubblico, tra le altre modifiche.
Durante quell'anno ci furono grosse proteste contro questi cambiamenti e Walker è sopravvissuto a un'elezione di richiamo che si è tenuta l'anno dopo, diventando il primo governatore nella storia degli Stati Uniti a riuscirci. Walker ha promulgato altre leggi di matrice conservatrice, come la legge sul diritto al lavoro, le restrizioni all'aborto e la legge che sopprime alcuni controlli sulle armi da fuoco.